# Capri fågelstation

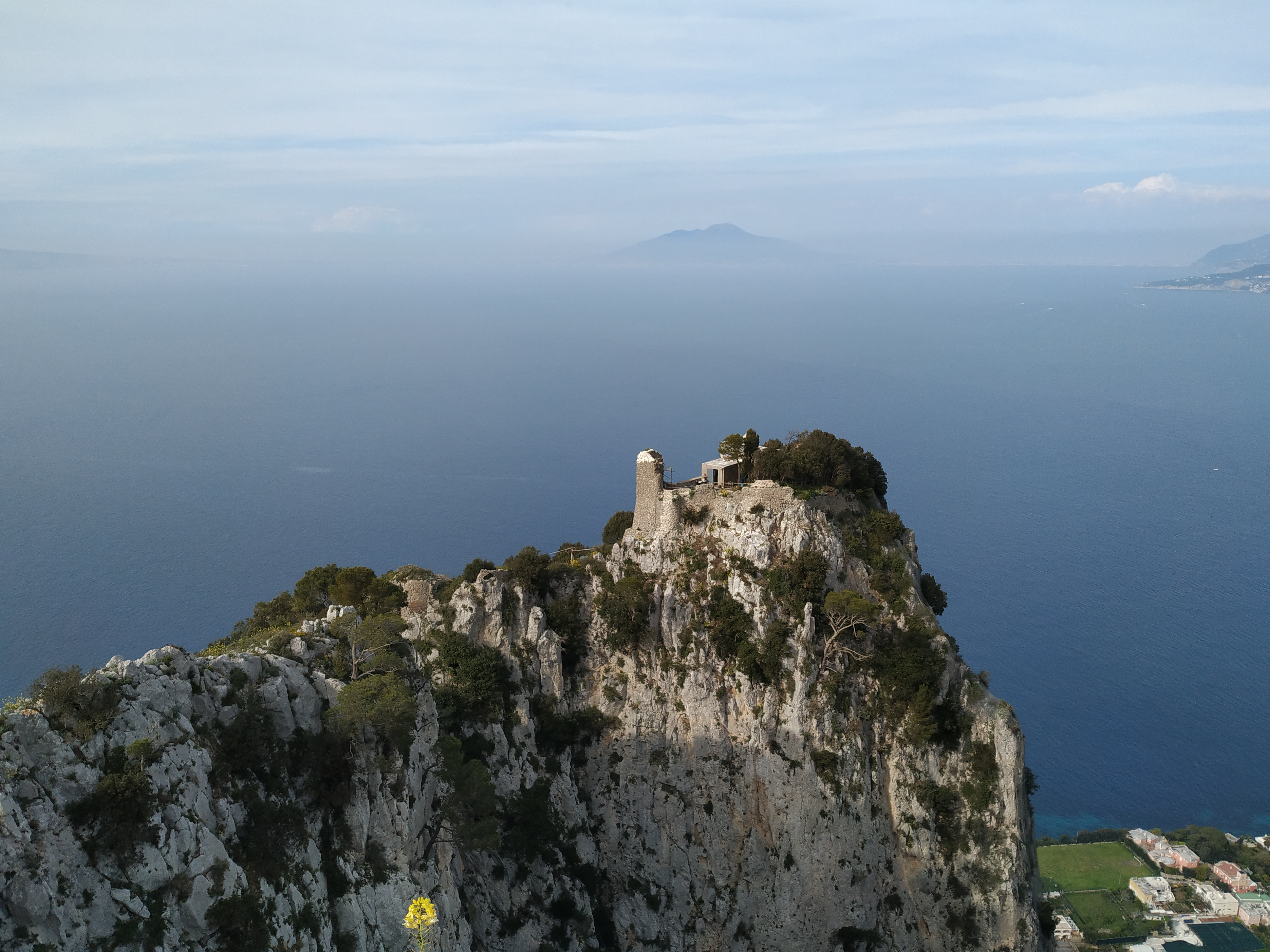
Capri fågelstation är inhyst i en gammal ruin på krönet av Barbarossaberget.

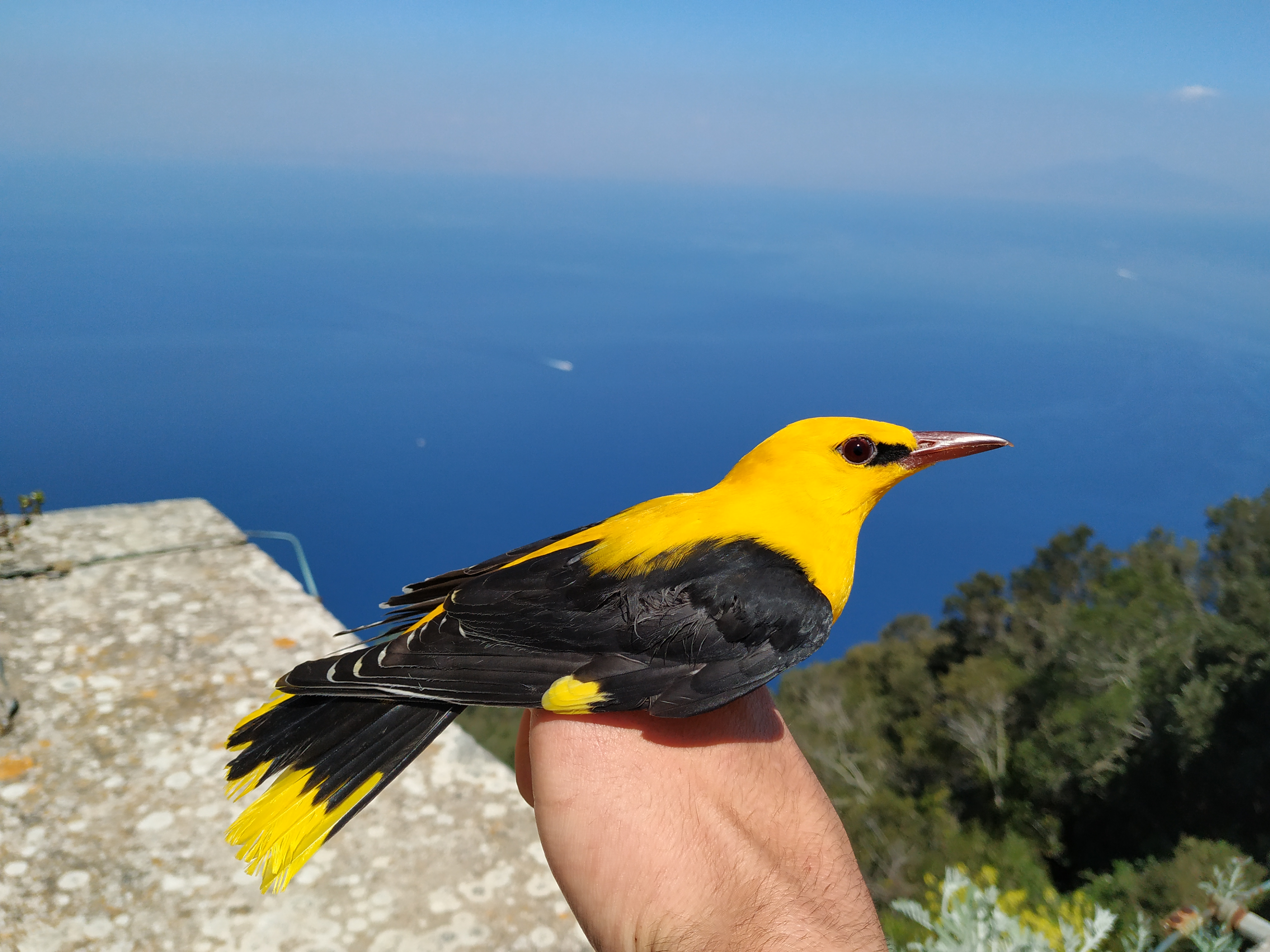
Sommargylling är en av de fågelarter som fångas vid Capri fågelstation, här en adult hane.

Capri fågelstation är en svensk-italiensk fågelstation på den italienska ön Capri utanför Neapel. Fågelstationen är belägen i en borgruin (Castello Barbarossa) på krönet av Barbarossaberget ovanför San Michele i byn Anacapri. Fågelstationen tillkom 1956 efter det att den kände läkaren och författaren Axel Munthe vid sin död sex år tidigare testamenterat San Michele och bergssluttningen till svenska staten. En orsak till arvet var Munthes starka motvilja till den utbredda fågeljakt som bedrevs på Capri under fåglarnas flyttning. Capri och andra öar i Medelhavet berörs under våren av en bred våg av flyttfåglar från övervintringsområden i Afrika, av vilka en del väljer att rasta efter att ha passerat Medelhavet. För Capris del pågår sträcket under mars-maj, men den huvudsakliga sträcktoppen sker från mitten av april till mitten av maj vilket också är den period som fågelstationen normalt är bemannad. Från starten 1956 till 1983 var det Carl Edelstam, zoolog och intendent vid Naturhistoriska riksmuseet, som tillsammans med andra svenska ornitologer organiserade och bedrev ringmärkning vid fågelstationen. Fågelstationen kom från 1988 att ingå i ett italienskt ringmärkningsnätverk kallat Progetto Piccole Isole där samtidig ringmärkning genomfördes på ett tjugotal italienska öar med likartad datainsamling för att bättre kunna studera fåglarnas vårflyttning. Från svensk sida har Ottenby fågelstation sedan 1986 bedrivit studier vid Capri fågelstation, exempelvis rörande fåglars orientering och rastningsbiologi. En jämförande analys av de långa fångstserierna vid Capri och de skandinaviska Ottenby fågelstation, Falsterbo fågelstation, Hangö fågelstation och Jomfrulands fågelstation har visat att tropikflyttande tättingar tidigarelagt sin flyttning genom Europa som en respons på klimatförändringar.
Romanen Sjutton döda fåglar (1970) av Julius Bark utspelar sig till stor del på Capri fågelstation.